# Kesselschleuse (Emden)
Die Kesselschleuse in Emden (Ostfriesland) ist ein in Europa einzigartiges Bauwerk. Die Rundkammerschleuse verbindet gleich vier Wasserstraßen für die Schifffahrt, die hier zusammenlaufen: den Ems-Jade-Kanal, den Emder Stadtgraben, das Fehntjer Tief und das Rote Siel, einen Ausläufer des Falderndelftes und damit des Emder Hafens. Diese vier Wasserstraßen weisen zumeist unterschiedliche Wasserstände auf.

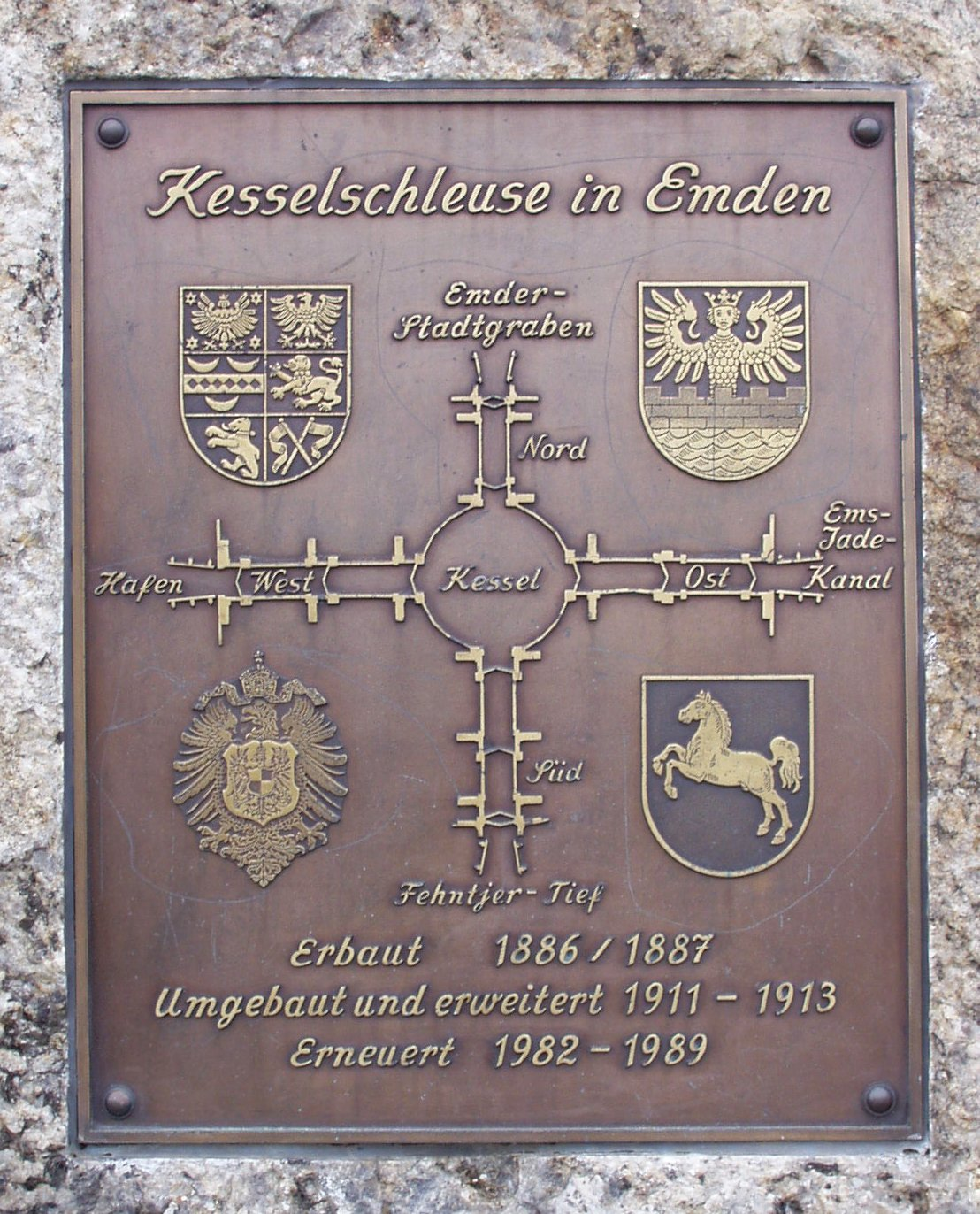
Gedenktafel an der Kesselschleuse anlässlich der Komplettsanierung

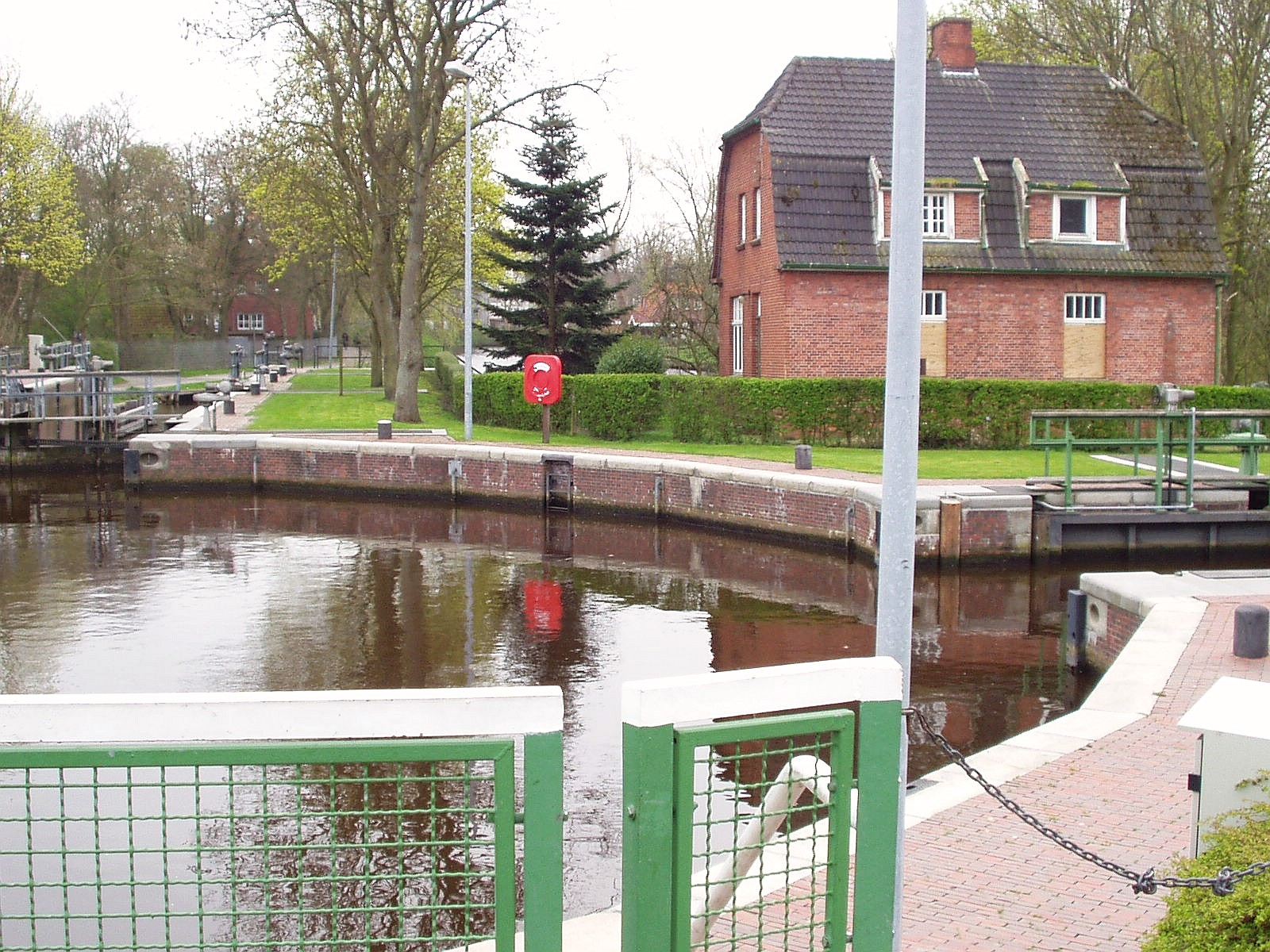
Teilansicht der Kesselschleuse in Emden, Blick nach Süden zum Fehntjer Tief (rechts das Schleusenknechtehaus)

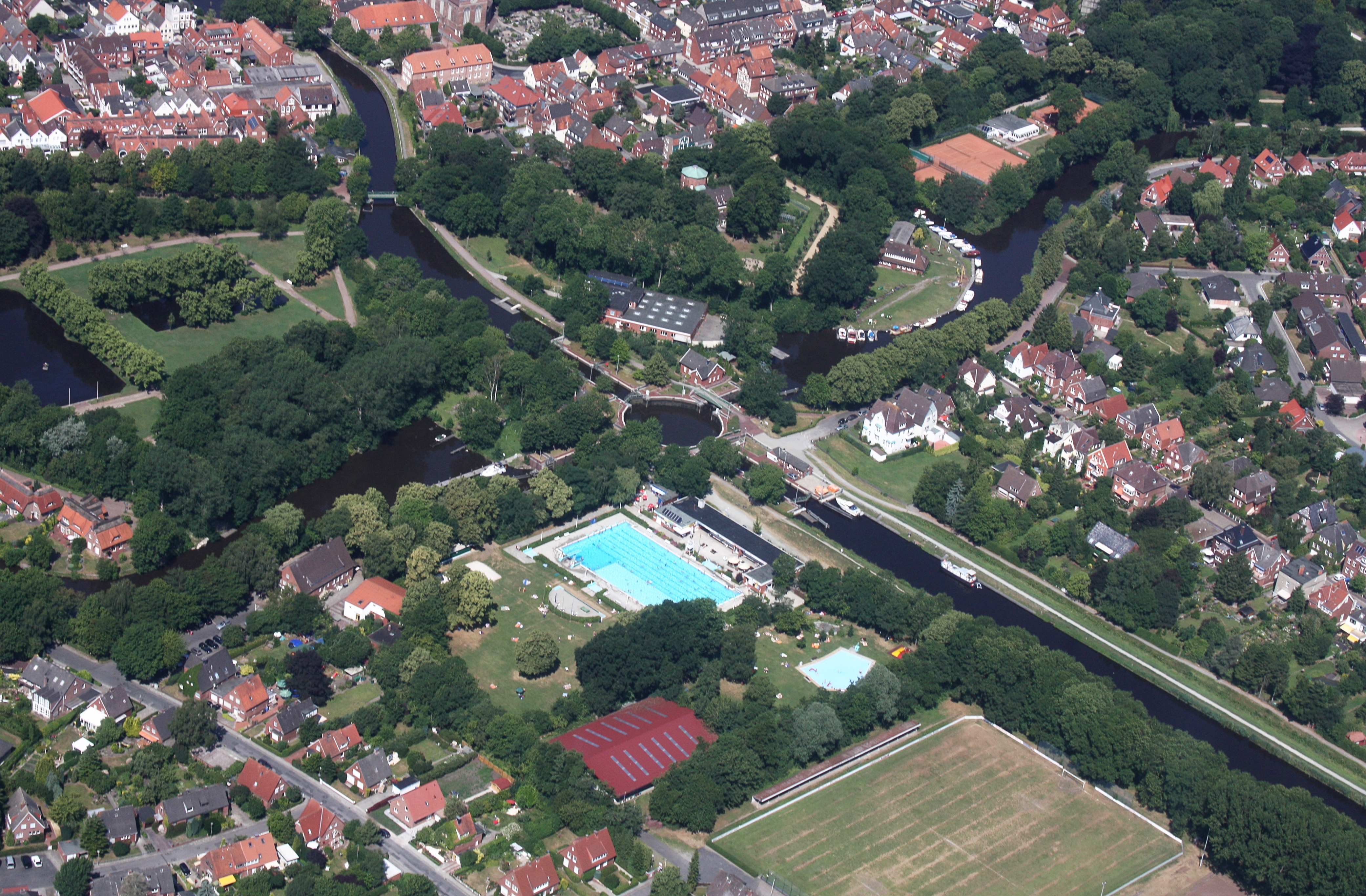
Die Kesselschleuse verbindet das Rote Siel (links oben), den Stadtgraben (rechts oben), den Ems-Jade-Kanal (rechts unten) und das Fehntjer Tief (links unten).

Die Kesselschleuse verbindet nicht nur vier Kanäle – sie ist zugleich auch der Eckpunkt von vier Emder Stadtteilen, die gewissermaßen im Schleusenmittelpunkt zusammentreffen: Wolthusen im Nordosten, Herrentor im Südosten, Klein-Faldern im Südwesten und Groß-Faldern im Nordwesten.
Als landeseigene Anlage wird die Kesselschleuse Emden vom Niedersächsischen Landesbetrieb für Wasserwirtschaft, Küsten- und Naturschutz (NLWKN) betrieben.

## Aufbau
Die Schleuse besteht aus einer Zentralkammer, dem sogenannten Kessel, der einen Durchmesser von 33 Metern hat und vier weiteren, etwas kleineren Schleusenkammern. Über eine dieser vier Kammern werden ankommende Schiffe in die kreisrunde Zentralkammer geschleust und können den Schleusenkessel in drei Richtungen durch eine der anderen Schleusenkammern wieder verlassen.
Die Dauer der Schleusvorganges hängt von der zu überwindenden Differenz der Wasserstände ab, da eine dementsprechende Menge Wasser durch die Schütze ein- oder ablaufen muss. Der Ausgleich des Wasserstandes erfolgt ohne den Einsatz von Pumpen, ein Schleusenwärter ist für den Zu- und Abfluss des Wassers, der durch Öffnen bzw. Schließen der richtigen Schütze gesteuert wird, verantwortlich.
Die Kesselschleuse wurde von dem eher unbekannten Berliner Regierungsbaumeister Wilhelm Germelmann entworfen und ging nach nur zehnmonatiger Bauzeit im Februar 1887 in Betrieb. Die damalige ursprüngliche Form verfügte jedoch nur über zwei Schleusenkammern. Deren Kapazität war jedoch bald erschöpft, so wurde die Schleuse von 1911 bis 1913 zu ihrer heutigen Form ausgebaut. Ab dem Jahr 1982 erfolgte eine Generalsanierung, die acht Jahre dauerte und eher einem Neubau gleichkam. Sie ist bis heute die einzige Konstruktion dieser Art in Europa und steht unter Denkmalschutz.

## Bedeutung
Für den Gütertransport hat die Kesselschleuse kaum noch Bedeutung, lediglich Transporte von Baustoffen über den Ems-Jade-Kanal in Richtung Aurich finden gelegentlich noch statt. Umso bedeutender ist ihre Funktion als Kreuzungspunkt für die Sportschifffahrt innerhalb des ostfriesischen Wasserstraßennetzes. Neben der Schleuse befinden sich das Schleusenwärterhaus und das Schleusenknechtehaus, die ebenfalls in ihrem Ursprungszustand erhalten sind.
Heute werden jährlich ungefähr 2800 Schiffe geschleust, größtenteils sind dies Sportboote. Die Schleuse dient allerdings auch noch einem ganz anderen Zweck, der Entwässerung. Ohne sie wären die Abflussmöglichkeiten des Ems-Jade-Kanals wesentlich schlechter, und dieser drohte über die Ufer zu treten.